# 巴斯凱特 (肯塔基州)
巴斯凱特（英語：Baskett）是位於美國肯塔基州亨德森縣的一個非建制地區。

## 地理
巴斯凱特所處的海拔為高於海平面122米（即400英呎），而該地所採用的時區為UTC-6，即北美中部時區（CST）。同時該地設有夏令時間，為UTC-6調快一小時，即UTC-5（CDT）。